# ندمانة (ألبوم)
ندمانة هو أحد ألبومات المطربة نجوى كرم وصدر في عام 2001 وقد احتوى الألبوم على سبع أغاني.

## الأغاني
1. عاشقة
2. الجار قبل الدار
3. أنا مين
4. مكسر عصا
5. ندمانة
6. رباعي وخماسي
7. يالحنيت